# New Providence (Bahamas)
New Providence (engl. Neue Vorsehung) ist die bevölkerungsreichste Insel der Bahamas und befindet sich im Nordatlantik zwischen den weit größeren, aber nur dünn besiedelten Inseln Andros im Südwesten und Eleuthera im Nordosten. Auf New Providence befindet sich Nassau, die Hauptstadt der Bahamas.

## Geografie
Die Insel, zu der verwaltungstechnisch auch das unmittelbar nordöstlich vorgelagerte Paradise Island gezählt wird, hat eine Fläche von 207 km². Von den 353.658 Einwohnern der Bahamas im Jahr 2010 lebten 70,4 % auf New Providence, was 248.948 Einwohnern entspricht, obwohl die Insel lediglich 1,5 % der Landmasse der Inselgruppe ausmacht. Weitere Ansiedlungen neben Nassau, das mittlerweile das östliche Drittel der Insel bedeckt, sind Grants Town, Bain Town, Fox Hill, Adelaide, Yamacraw, South Beach, Coral Harbour, Lyford Cay, Paradise Island, Sea Breeze, Centreville, The Grove (Süden), The Grove (Westbucht), Cable Beach, Delaporte, Gambier und Love Beach. Höchste Erhebung der Insel ist der Bennet’s Hill.

## Geschichte
Im 17. Jahrhundert war die Insel Heimat der Piraten, die von hier aus auf ihre Raubzüge gingen. 2000 Mann lebten im Hafen und in den Bretterbauten an Land, Gesetze gab es keine. Die Insel war so gut befestigt, dass sie ihre Bewohner vor Verfolgern sicher schützte; aus dem Hinterland konnte man genügend Nahrungsmittel beschaffen. Während des Amerikanischen Unabhängigkeitskrieges war New Providence 1776 Schauplatz des ersten Auslandeinsatzes der Continental Marines.

## Wirtschaft
New Providence dient als Hauptsitz von über 400 Banken und Trustgesellschaften.